# Zbyněk Vybíral
Zbyněk Vybíral (* 3. října 1961 v Uherském Hradišti) je českým psychologem a pedagogem Katedry psychologie Fakulty sociálních studií Masarykovy univerzity v Brně. Momentálně[kdy?] je vedoucím katedry, kterou vedl již v letech 2005–2017. Po vědecké stránce se zabývá psychoterapií a kritickou psychologií.

## Aktuální profesní působení
Zbyněk Vybíral vyučuje zejména v oblastech psychoterapie, kritické psychologie, dějin psychologie, základní i aplikované sociální psychologie. Kromě toho v letech 2002 až 2010 koordinoval českou část mezinárodního projektu e-learningového vzdělávání v teorii psychoterapie SEPTIMUS a krátce se zabýval výzkumy v oblasti internetové komunikace. Zbyněk Vybíral kriticky vystupuje proti porušování etického kodexu psychology a psychoterapeuty, je členem Society for Psychotherapy Research. Zasluhuje se také o popularizaci psychologie v České republice, kromě publikace popularizačních knih především v nakladatelství Portál spolupracuje např. s nakladatelstvím Nová beseda, do jehož edice Co je nového přispěl svým titulem Co je nového v psychologii.

## Životopis
- 1984 získal titul PhDr. na Filosofické fakultě Univerzity Karlovy v oborech čeština a psychologie.
- V létech 1985–1986 pracoval jako učitel 2. třídy základní školy v Brně, v létech 1986–1987 byl redaktorem Brněnského večerníku a mezi roky 1987–1988 byl dramaturgem v divadle DRAK.
- V roce 1988 nastoupil do svého prvního psychologického zaměstnání – začal působit jako psycholog v krajské pedagogicko-psychologické poradně, ale už v roce 1989 přestoupil na vedoucí pozici do manželské a rodinné poradny v Hradci Králové, kde působil až do roku 1994. Během tamního působení si v roce 1991 dokončil postgraduální výcvik v manželské a rodinné terapii.
- V roce 1994 začal působit jako asistent na Fakultě informatiky a managementu Univerzity Hradec Králové, kde setrval až do roku 2003.
- Mezitím v roce 1995 ukončil systematický výcvik v psychodynamické psychoterapii (typ SUR) a podstoupil základní stupeň výcviku v transakční analýze v Německu.
- V roce 1999 získal titul doktor (Ph.D.) v oboru klinická psychologie pod vedením prof. Stanislava Kratochvíla na Filozofické fakultě Univerzity Palackého v Olomouci a v roce 2002 získal titul docent v Brně na Fakultě sociálních studií Masarykovy univerzity.
- Od roku 2000 pak působí na Fakultě sociálních studií Masarykovy univerzity, od roku 2011 jako profesor pro obor sociální psychologie.
- V letech 2005–2017 a po 6leté přestávce znovu od roku 2023 vedoucí Katedry psychologie Fakulty sociálních studií Masarykovy univerzity.

Kromě toho působil mezi roky 1990–2006 jako šéfredaktor a později i jako vydavatel časopisu pro psychoterapii Konfrontace, v letech 2007–2010 byl šéfredaktorem časopisu Psychoterapie, nyní je v jeho redakční radě. Píše i prózu.

## Vybrané publikace
- VYBÍRAL, Zbyněk. Literární psychologie. Praha: Nová beseda , 2020. 192 s. ISBN 978-80-88383-19-2 .
- VYBÍRAL, Zbyněk. Co je nového v psychologii. Praha: Nová beseda, 2017. 100 s. ISBN 978-80-906751-0-0.
- VYBÍRAL, Zbyněk. Jak se stát dobrým psychoterapeutem. Praha: Portál, 2016. 192 s. ISBN 978-80-262-1104-4.
- VYBÍRAL, Zbyněk; ROUBAL, Jan (eds.). Současná psychoterapie. Praha: Portál, 2010. 615 s. ISBN 978-80-7367-682-7.
- VYBÍRAL, Zbyněk. Psychologie jinak (Současná kritická psychologie). Praha: Academia, 2006. 233 s. ISBN 80-200-1367-9.
- VYBÍRAL, Zbyněk. Psychologie komunikace. Praha: Portál, 2005. 320 s. ISBN 80-7178-998-4.
- VYBÍRAL, Zbyněk. Lži, polopravdy a pravda v lidské komunikaci. Praha: Portál, 2003. 176 s. ISBN 80-7178-812-0.